# Stefan Hertmans
Stefan Hertmans (* 31. března 1951 Gent) je současný belgický spisovatel a filolog, píšící nizozemsky nebo vlámsky. Vyrostl v Gentu a vystudoval filologii a historii na místní univerzitě. Následně působil jako učitel filozofie a dějin umění na Hogeschool v Gentu. Dále do roku 2010 učil na univerzitě v Gentu, na pařížské Sorbonně a dosud hostuje s přednáškami na univerzitách a různých mezinárodních kulturních institutech. Žije nedaleko Bruselu a v Monieux, o němž píše v románu Cizinec.

## Dílo (výběr)
Hertmans v letech 1981–2020 publikoval devět románů, několik novel a svazků poezie, různé sbírky esejů o literární kritice, kulturní historii a filozofii, napsal také několik divadelních her a přispívá do literárních časopisů. V jeho pracích se často objevují náměty z dějin vlastního rodu nebo i autobiografické.
- Ruimte (1981), novela
- Konvertitka, (2013), román o dramatickém osudu normanské křesťanské dívky, konvertující z lásky k Židovi, a jejím putování z Francie do Orientu v období první křížové výpravy koncem 11. století. Český překlad Radka Smejkalová, Garamond Praha 2022, ISBN 978-80-740-7497-4; dramatizace Český rozhlas 2022[2]
- Válka a terpentýn (2014), román z historie prarodičů za první světové války, český překlad Veronika del Harmsel Havlíková, vydalo Argo Praha 2020 ISBN 978-80-257-3091-1
- Cizinec, (2016), román
- Antigona v Molenbeeku, (2017), divadelní hra

## Ocenění
Je rytířem Řádu belgické koruny a několika mezinárodních literárních cen.